# Индейская территория в Гражданской войне

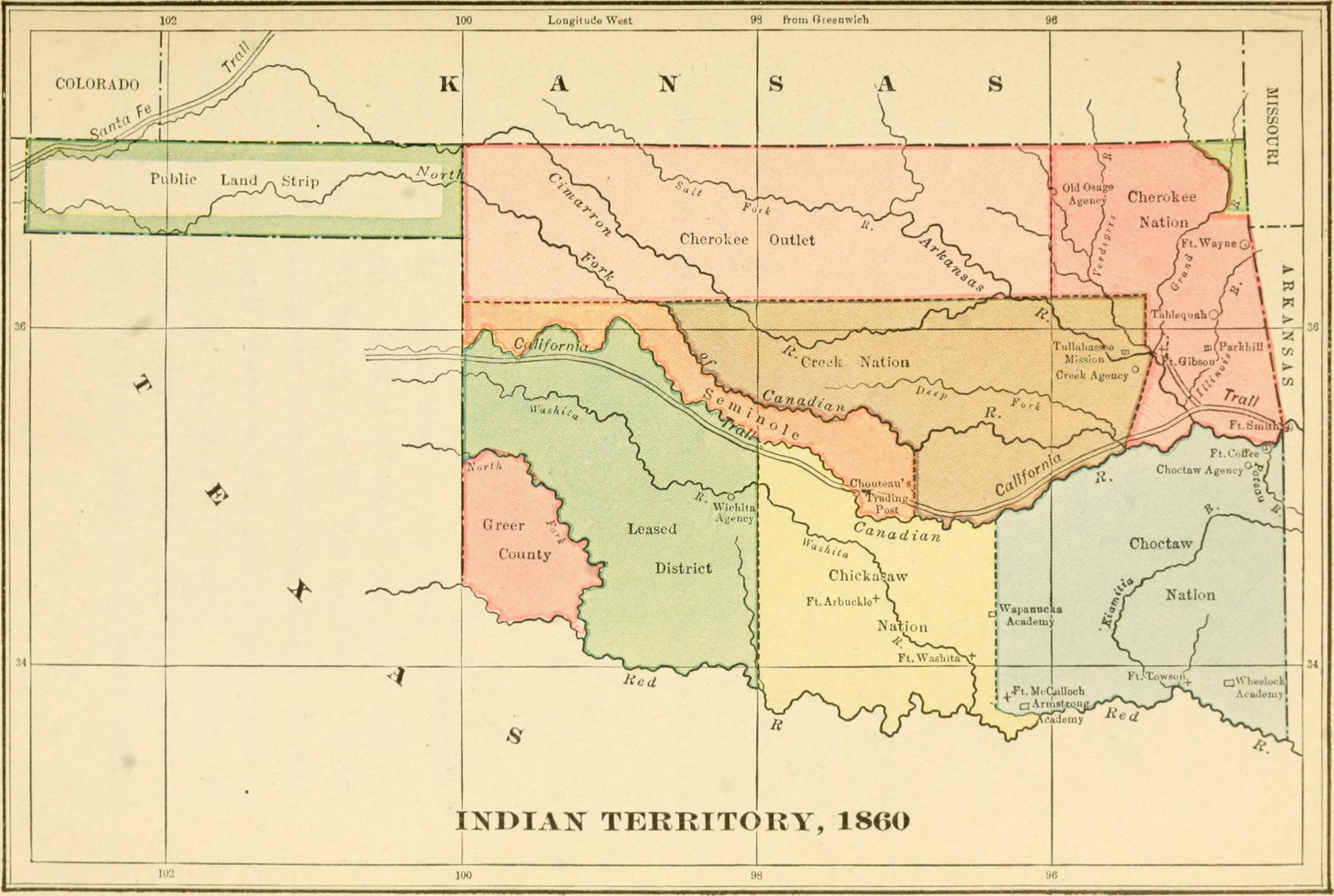
Индейская территория в 1860 г.

Во время американской гражданской войны Индейская территория располагалась на месте современного штата Оклахома и представляла собой «неорганизованную территорию», населенную в основном индейцами, переселенными с востока. На этой территории произошло множество отдельных столкновений и семь официально признанных сражений, в которых участвовали отряды федералов, конфедератов, а также индейские союзники тех и других.
За время войны около 7 860 индейцев вступило в армию Конфедерации в звании офицеров и рядовых. Как правило, они происходили из «пяти цивилизованных племен»: чероки, чикасо, чокто, крики и семинолы. Северяне не включали индейцев в регулярную армию.
Во время Гражданской войны в США чокто и чикасо воевали, как правило, на стороне Конфедерации, в то время как маскоги, семинолы и особенно чероки оказались расколоты между двумя сторонами. В результате началась мини-гражданская война внутри племени чероки.

## Последствия
Последним генералом Конфедерации, сдавшимся Союзу, стал Стэнд Уэйти. Он капитулировал 25 июня 1865 года в Форте-Тоусон на территории племени чокто. Уэйти отправился в Вашингтон для переговоров, чтобы добиться признания индейцев чероки. Однако правительство США вело переговоры только с теми чероки, которые поддерживали Союз — в частности, с Джоном Россом, который был вождем чероки до ухода в изгнание в 1862 году.